# Stephanie Twell
Stephanie Twell (ur. 17 sierpnia 1989 w Colchesterze) – szkocka lekkoatletka specjalizująca się w biegach średnich i długich.
Szósta zawodniczka półfinałowego biegu na 1500 m podczas Letnich Igrzysk Olimpijskich w Pekinie. Na tym samym dystansie, 13 lipca 2008 w Bydgoszczy, zdobyła tytuł mistrzyni świata juniorów, rok wcześniej była druga podczas mistrzostw Europy juniorów. Wielokrotna medalistka mistrzostw Europy w przełajach. Siódma zawodniczka mistrzostw Europy (Barcelona 2010). Zdobyła brązowy medal w biegu na 1500 metrów podczas igrzysk Wspólnoty Narodów w 2010 roku, a na koniec roku wywalczyła wraz z koleżankami z reprezentacji drużynowe wicemistrzostwo Europy w biegu na przełaj. Sezon letni 2011 straciła z powodu kontuzji, na koniec roku zajęła czwarte miejsce w biegu młodzieżowców na mistrzostwach Europy w biegach na przełaj (w rywalizacji drużynowej zdobyła złoto). W 2013 zdobyła drużynowe złoto na mistrzostwach Europy w biegach przełajowych. Brązowa medalistka mistrzostw Europy w Amsterdamie w biegu na 5000 metrów (2016).
W 2008 została wybrana wschodzącą gwiazdą europejskiej lekkiej atletyki w plebiscycie European Athlete of the Year Trophy.

## Rekordy życiowe
- bieg na 1500 metrów – 4:02,54 (2010)
- bieg na milę – 4:25,39 (2017)
- bieg na 5000 metrów – 14:54,08 (2010) rekord Szkocji
- bieg na 10 000 metrów – 31:08,13 (2019)